# Yuengling Center
Yuengling Center (traducible al español como Centro Yuengling; conocido como USF Sun Dome hasta 2018) es un estadio cubierto en el campus de la Universidad del Sur de Florida en Tampa, Florida, Estados Unidos. Su construcción se inició en 1977 y, tras tres años de construcción, fue inaugurado el 29 de noviembre de 1980. Está ubicado en el Distrito de Atletismo de la USF, en el lado sureste del campus, y es el estadio de los equipos de baloncesto y voleibol masculinos y femeninos de los South Florida Bulls, así como el lugar donde se celebran las ceremonias de la USF, conciertos, espectáculos y eventos especiales. Es el cuarto estadio de baloncesto más grande por capacidad de la American Athletic Conference, con capacidad para 10 411 personas.
El estadio actualmente alberga la promoción de lucha libre profesional WWE, en una residencia que comenzó el 12 de abril de 2021. Debido a la pandemia de COVID-19, la promoción transmite sus programas de televisión y eventos en la modalidad de pago por visión desde un escenario a puerta cerrada llamado WWE ThunderDome, luego de una residencia previa en el Tropicana Field de San Petersburgo. Sin embargo, no es la primera vez que el estadio alberga eventos de lucha libre. Uno de dichos eventos tuvo lugar en 1995, cuando el estadio albergó la edición de ese año del evento de pago por visión Royal Rumble.